# 聖母 (東亞文化)
聖母，本是一个對孔子等聖人之母親的尊稱，後而常專指皇帝的母親。也是一些女神的尊稱，如把媽祖稱為「天后聖母」。
到了近代，一些宗教也借用「聖母」一詞來稱該宗教中認為神聖的女性，如基督教部分宗派稱耶穌的母親玛利亚为圣母。
文獻（按時間順序）
- 《魏書（列傳 卷七十八 列傳第六十六 張普惠） 任城王澄問普惠曰：「漢高作帝，尊父為太上皇。今聖母臨朝，贈父太上公，求之故實，非為無準。且君舉作則，何必循舊。」
- 《舊唐書》（本紀 卷六本紀第六 則天皇后武曌 垂拱四年）：「五月，皇太后加尊號曰聖母神皇。」
- 《舊唐書》（本紀 卷十九下本紀第十九下 僖宗李儇 乾符元年以前）：「八月，皇帝釋服。冊聖母王氏為皇太后。河南大水，自七月雨不止，至釋服後方霽。」
- 《元史》：聖父舊封齊國公，思晦言于朝曰：「宣聖封王，而父爵猶公，願加褒崇。」乃詔加封聖父啟聖王，聖母王夫人。
- 《醒世姻緣》（第二十四回 善氣世回芳淑景 好人天報太平時）：「再如兗州的尼山，雖不是大觀，但聖母顏氏禱此而生孔子。」